# Notiosorex villai
Notiosorex villai és una espècie de mamífer de l'ordre dels eulipotifles. Se sap que viu al sud-oest de Tamaulipas (Mèxic), tot i que podria tenir una distribució més extensa.